# Bryan Morrison
Bryan Morrison (Londra, 14 agosto 1942 – 27 settembre 2008) è stato un imprenditore e giocatore di polo britannico.

## Biografia
Il futuro impresario musicale e sportivo nacque da Diana e Joe Morrison a Hackney, un quartiere nell'East End di Londra, e trascorse i primi anni di vita in misere condizioni acuite dalla guerra. Al termine del conflitto il padre ottenne un lavoro impiegatizio presso uno studio contabile, e questo permise alla famiglia di trovare una sistemazione meno disagiata: nel 1949 il settenne Bryan poté lasciare la scuola elementare di Hackney per frequentare la Chase Lane nell’Essex, dove la famiglia si era trasferita. Il percorso scolastico fu accidentato, e già a quindici anni il giovane svolgeva lavoretti in giro per il quartiere. Dotato di grande abilità nel disegno, agli inizi  degli anni sessanta studiò alla Central School of Art, venendo a contatto con un ambiente che lo sintonizzò con le nascenti esperienze musicali nei club londinesi. Morrison sfruttò le proprie doti di dinamicità imprenditoriale e iniziò la carriera di impresario curando gli interessi dei Pretty Things e ottenendo per loro un contratto di incisione e impegni per ulteriori esibizioni. I brillanti risultati attirarono altri clienti nel giro di Morrison al quale, negli anni, si rivolsero i più prestigiosi club musicali londinesi per assicurarsi le prestazioni di formazioni celebri, fra le quali i  Fairport Convention e The Incredible String Band; Morrison divenne inoltre l’agente dei Tyrannosaurus Rex e dei Deviants; più avanti, con la sua compagnia Lupus Music, si occupò degli interessi di Elton John e dei Bee Gees, e negli anni ottanta di Wham!, George Michael e Andrew Ridgeley. Ma Morrison è ricordato soprattutto per il suo legame professionale con i Pink Floyd, dei quali pubblicò i primi lavori, e per la cura degli affari di Syd Barrett dopo che questi aveva lasciato i Pink Floyd.
Assieme alla musica, Morrison dedicò il proprio tempo all'arte arricchendo la sua collezione privata con preziose opere di Pablo Picasso, David Hockney e Henry Moore, e cofondò a Mayfair la Kinsman Morrison Gallery (dal nome dell’altro socio); si interessò inoltre alla moda, aprendo negozi a Londra, Atene e New York, ma senza fortuna. Scoprì anche la passione per il polo – di cui divenne giocatore provetto – tanto da fondare a metà degli anni ottanta il Royal County of Berkshire Polo Club, una struttura di lusso che annoverava fra gli iscritti anche membri della famiglia reale inglese. Nel 2006, a seguito di un incidente durante una gara sportiva, Morrison entrò in coma dal quale non si risvegliò, e morì due anni dopo.